# Eal (rivière)
L'Eal est un cours d'eau du département de l'Ardèche, long de 8 km, affluent du Doux et sous-affluent du Rhône. 

## Communes et cantons traversés
- Empurany
- Nozières

## Affluents
On ne connait qu'un seul affluent à ce ruisseau : le ruisseau de la Mandonne, long de 4 km.